# Auðsstaðahnúkur
Auðsstaðahnúkur är en bergstopp i republiken Island. Den ligger i regionen Västlandet, 70 km nordost om huvudstaden Reykjavík. Toppen på Auðsstaðahnúkur är 434 meter över havet.
Trakten runt Auðsstaðahnúkur är nära nog obefolkad, med mindre än två invånare per kvadratkilometer. Trakten runt Auðsstaðahnúkur består i huvudsak av gräsmarker.